# THE 合戦 関ヶ原
THE 合戦 関ヶ原（ざ かっせん せきがはら）はディースリー・パブリッシャーより2004年4月8日に発売されたSIMPLE2000シリーズ第47作目の痛快剣劇アクションゲーム。開発はタムソフト。

## 概要
プレイヤーは宮本武蔵か佐々木小次郎のどちらかの剣豪を選び、関ヶ原の戦いの西軍に参戦して豊臣方を勝利に導くことが目的。つまり歴史を変えることになる。もちろん東軍の徳川方に参戦して歴史どおりにすることも可能。とにかく歴史をかえられるかはプレイヤーの腕次第。関ヶ原の地形、布陣図、裏切り、内応、参戦した武将などが細かく再現されている。

## システム
基本的なシステムはコーエーの『戦国無双』とほぼ同じであるが、本作の特徴として「ロックオン斬りシステム」がある。これは、多数の敵をロックオンして「雷光電撃」という必殺技を叩き込むものである。

## 主な登場人物
注意 : 本項の文章ではゲーム中での設定を記す（基本的にはシリーズ最新作の設定）。実在の人物に関する記述は史実と異なる場合があるため注意。
- 宮本武蔵

プレイヤーキャラの一人。二刀流で戦う。
体力は高いが、移動速度が遅い。
- 佐々木小次郎

プレイヤーキャラの一人。長刀で戦う。
移動速度は速いが、体力が低い。
- 石田三成

西軍の総大将。
- 徳川家康

東軍の総大将、本ゲームの最終目標である